# Теодори-Оседле
Теодори-Оседле (пол. Teodory-Osiedle) — село в Польщі, у гміні Ласьк Ласького повіту Лодзинського воєводства.
У 1975—1998 роках село належало до Серадзького воєводства.